# 韋爾山
84°59′S 177°10′E / 84.983°S 177.167°E
韋爾山（英語：Mount Weir）是南極洲的山峰，位於杜費克海岸，處於富爾格姆嶺以南的拉姆西冰川源頭，由美國海軍發現和拍攝照片，現時由南極條約體系管理。